# Pavoraja
Pavoraja is een geslacht van kraakbeenvissen uit de familie van de Arhynchobatidae (langstaartroggen).

## Soorten
- Pavoraja alleni (McEachran & Fechhelm, 1982)
- Pavoraja arenaria (Last, Mallick & Yearsley, 2008)
- Pavoraja mosaica (Last, Mallick & Yearsley, 2008)
- Pavoraja nitida (Günther, 1880)
- Pavoraja pseudonitida (Last, Mallick & Yearsley, 2008)
- Pavoraja umbrosa (Last, Mallick & Yearsley, 2008)